# 関屋駿
関屋 駿（せきや しゅん、1991年5月18日 - ）は、日本のラグビー選手。

## プロフィール
- 福岡県出身[1]。
- ポジションはロック(LO)。
- 身長 189cm、体重 102kg

## 略歴
ラグビーを始めたきっかけは兄に連れて行かれたことから。
2010年、福岡工業高校卒業後、福岡工業大学に入る。
2012年、ニュージーランドへ研修に行った。
2014年、福岡工業大学卒業後、コカ・コーラレッドスパークスに加入。
2016年8月27日に行われたジャパンラグビートップリーグ第1節のキヤノンイーグルス戦にて先発出場で公式戦初出場を果たす。
2018年、コカ・コーラレッドスパークスを退団した。